# Waltheria involucrata
Waltheria involucrata är en malvaväxtart som beskrevs av George Bentham. Waltheria involucrata ingår i släktet Waltheria och familjen malvaväxter. Inga underarter finns listade i Catalogue of Life.